# Мирошниченко, Николай Яковлевич
Николай Яковлевич Мирошниченко (1901—1971) — советский хозяйственный, государственный и политический деятель, Герой Социалистического Труда.

## Биография
Родился 14 января 1901 году в Харьковской губернии (ныне Харьковской области Украины). Член ВКП(б).
В 1929 году окончил Харьковский электротехнический институт и поступил в аспирантуру. С 1936 года — начальник отдела технического контроля Харьковского авиационного завода.
С 15 декабря 1937 года по 12 апреля 1938 года — главный инженер, а с апреля 1938 года по февраль 1947 года — главный технолог Саратовского авиационного завода (завода № 292 Наркомата/Министерства авиационной промышленности СССР). При его техническом руководстве в короткий срок была произведена коренная реконструкция, произошло второе рождение завода. Создан аэродром с необходимыми службами, в цехах установлено 537 новых станков и механизмов, переоборудовано энергетическое хозяйство. С 10 февраля 1947 года по 6 августа 1968 года — вновь главный инженер Саратовского авиационного завода.
За три десятилетия работы на заводе зарекомендовал себя человеком глубоких знаний, высокой технической культуры, с чувством нового, передового, прекрасно знающий производство, технологию, проектирование и изготовление оснастки, инструмента, продукции завода. Внес неоценимый вклад в техническое развитие завода, обеспечение страны передовой авиационной техникой, воспитал сотни молодых инженеров и техников. Пользовался большим авторитетом в коллективе завода и среди работников авиационной промышленности. Внес большой творческий вклад в освоение серийного производства около 20 видов авиационной техники. В их числе самолёты Р-10, Як-1, Як-3, Як-11, Ла-15, МиГ-15, Як-25, Як-27, Як-40, вертолеты Ми-4, Як-24, крылатые ракеты класса «поверхность-поверхность», зенитные ракеты и другие изделия.
Указом Президиума Верховного Совета СССР от 28 апреля 1963 года («закрытым») за выдающиеся заслуги в деле создания и производства новых типов авиационной техники и ракетного вооружения Мирошниченко Николаю Яковлевичу было присвоено звание Героя Социалистического Труда с вручением ордена Ленина (№ 344402) и золотой медали «Серп и Молот» (№ 8701).
Избирался депутатом Верховного Совета РСФСР 7-го, 8-го, 9-го созывов.
С августа 1968 года на пенсии.
Умер в 1971 году в Саратове. Похоронен на Воскресенском кладбище.

## Награды
- Орден Ленина (1963)
- Золотая медаль «Серп и Молот» (1963)
- 4 ордена Трудового Красного Знамени (1942, 1945, 1957, 1959)
- Медали